# Friedrich Adolph von Holstein

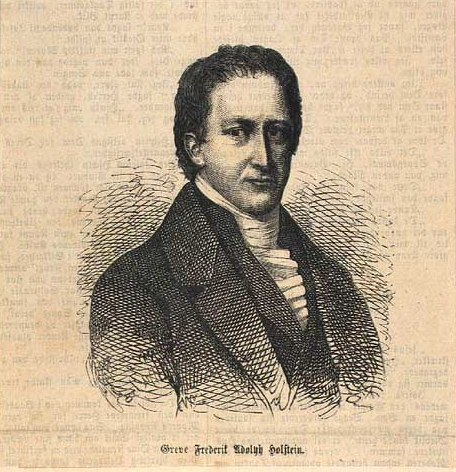
Graf Friedrich Adolph von Holstein-Holsteinburg (1784–1836)

Friedrich Adolph von Holstein (* 18. Oktober 1784 auf Gut Waterneverstorf; † 21. Mai 1836 in Schloss Holsteinborg) war Lehnsgraf von Holsteinburg, königlich dänischer Kammerherr, Schriftsteller und Mitglied der Roskilder Ständeversammlung.

## Herkunft
Seine Eltern waren der Generalleutnant Graf Heinrich von Holstein-Holsteinburg (* 28. September 1748; † 27. Juli 1796) und dessen Ehefrau Maria von Rantzau-Breitenburg (* 4. Oktober 1762; † 17. November 1831). Sein Bruder Heinrich Christoph von Holstein (1786–1842) war einer der letzten Lübecker Domherren.

## Leben
Er immatrikulierte im Jahr 1802 und studierte in Kiel und Göttingen. 1807 machte er seinen Abschluss in Jura und Latein. Im Jahr 1808 übernahm er die Grafschaft Holsteinburg. Er gründete 1809 eine Firma für Industrie und Haushalt (sie scheiterte), 1810 die erste dänische Sparkasse (Holsteinborg Sparekasse, die war aber nur für seine Angestellten zugänglich) und im Jahr 1811 die erste Viehversicherungsgesellschaft. Ferner war er an der Modernisierung der Schulen beteiligt. Er selbst finanziere mehrere Schulen für arme Kinder. Am 23. Januar 1812 wurde er vom dänischen König zum Kammerherrn ernannt.
Im Jahr 1814 machte er einen Verfassungsvorschlag für Norwegen und befürwortete die Abschaffung der Sklaverei in Dänemark. 1818 wurde er zum Repräsentanten der Dänemarks Nationalbank ernannt, wo er sich vergeblich um mehr Transparenz bemühte, nach zwei Jahren trat er zurück.
Im Jahr 1834 wurde er zum Mitglied der Roskilder Ständeversammlung, wo er in zahlreichen Ausschüssen aktiv war. Friedrich Adolph von Holstein starb 1836 an Nervenfieber.

### Werke
- 1812: Ueber die Mittel und Wege eine verschwundene Volksvertretung wieder herzustellen.
- 1817: Soll es wirklich gut sein, statt der Geldabgaben Kornlieferungen eintreten zu lassen. In: Kieler Blätter, Band 5

## Familie
Er heiratete am 4. Mai 1808 Wilhelmine Julie von Reventlow (* 30. Juli 1788; † 8. Oktober 1868). Das Paar hatte mehrere Kinder:
- Ludwig Heinrich Karl Hermann (* 18. Juli 1815; † 28. April 1892), Herr auf Holsteinburg, Politiker ⚭ 21. März 1850 Bodild Joachimine von Zahrtmann (* 5. Februar 1830; † 3. April 1876)
- Christian Johannes Ernst (* 31. Dezember 1826; † 21. Oktober 1891) ⚭ 1853 Sophie Augusta Kramer (* 18. September 1833; † 6. Februar 1892)